# Kijkende figuur
Kijkende figuur is een kunstwerk in Westpoort, Amsterdam.
Het voor een deel roze beschilderde roestvaststalen beeld is van de hand van Hans van Meeuwen. Het beeld werd op verzoek van de gemeente Amsterdam in eerste instantie ontworpen voor opstelling in het Westerpark, maar werd in 1997 verplaatst naar de Transformatorweg, die even ten noorden van het Westerpark ligt.

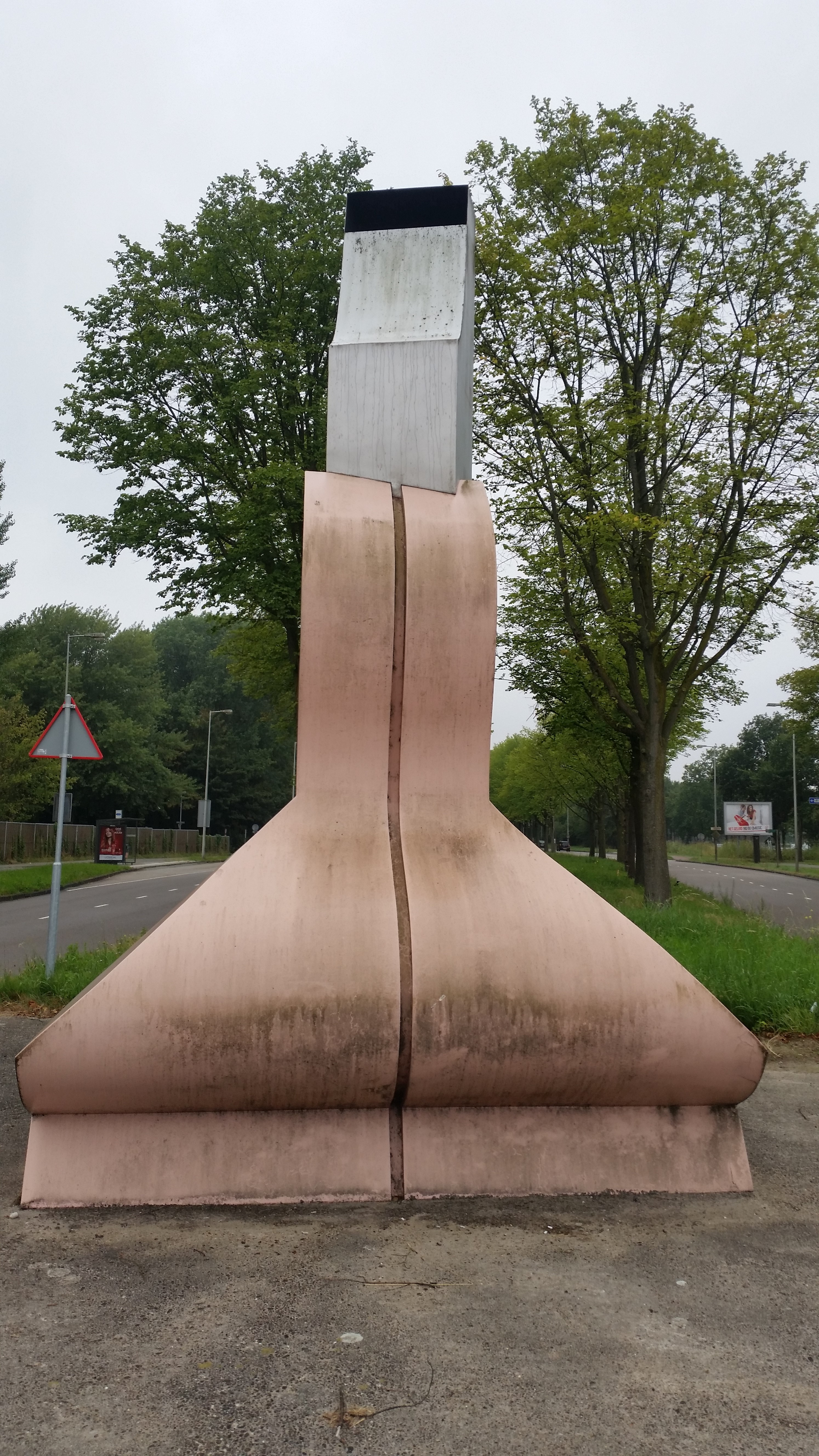
Achteraanzicht (augustus 2018)

De figuur kijkt volgens het bordje van de gemeente richting west (stad uit) en is met zijn/haar billen gekeerd naar spoorviaduct brug 1946. Het geheel is een omgekeerde trechter met strak rechte lijnen, uitgevoerd in kaal roestvaststaal, een verwijzing naar de industrie die gevestigd was in dit gebied. Aan die trechter hangt de roze onderrug en bilpartij, ronde vormen.